# Koraće
Koraće är ett samhälle i Bosnien och Hercegovina.   Det ligger i entiteten Republika Srpska, i den norra delen av landet, 140 km norr om huvudstaden Sarajevo. Koraće ligger 89 meter över havet och antalet invånare är 1 329.
Terrängen runt Koraće är platt.Närmaste större samhälle är Bosanski Brod, 8,8 km nordost om Koraće. 
I omgivningarna runt Koraće växer i huvudsak blandskog. Runt Koraće är det ganska tätbefolkat, med 65 invånare per kvadratkilometer.